# Andreas Klauser

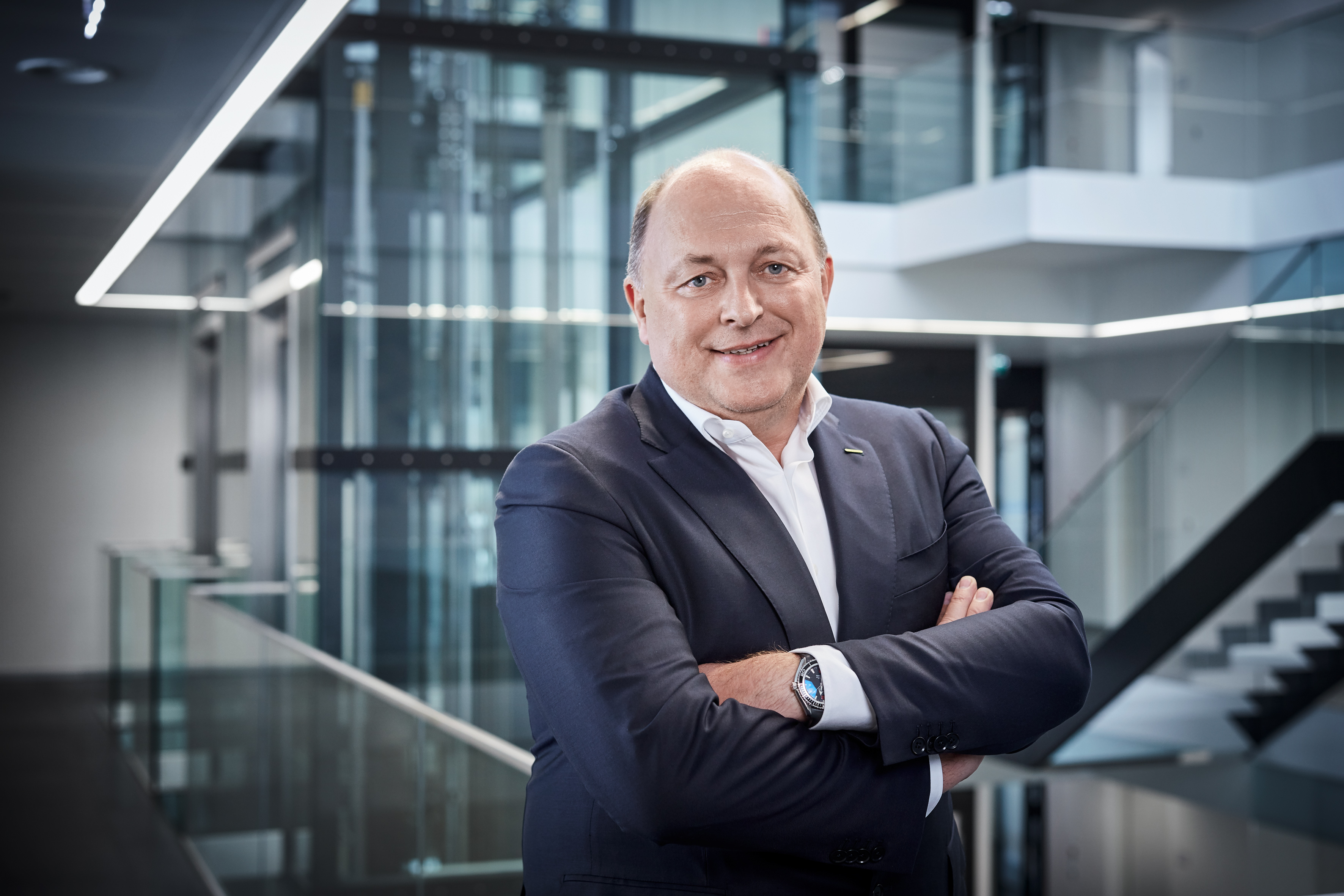
Andreas Klauser (2018)

Andreas Klauser (* 14. Oktober 1965 in Kirchdorf an der Krems, Oberösterreich) ist ein österreichischer Manager und der aktuelle Chief Executive Officer (CEO) der Palfinger AG.

## Leben
Klauser wuchs in Molln, im Bezirk Kirchdorf im Traunviertel in Oberösterreich auf. Er besuchte die HTBLA Steyr und absolvierte im Anschluss einen Universitätslehrgang für Export Business an der Johannes Kepler Universität Linz. Andreas Klauser ist verheiratet und hat zwei Kinder. Seit 2012 ist Klauser ein aktives Mitglied der Bruderschaft Santa Maria dell'Amina in Rom. Im Jahr 2013 wurde ihm die Würde eines Ehrensenators der Universität für Bodenkultur Wien verliehen. 2016 bekam er außerdem das Silberne Komturkreuz des Ehrenzeichens für Verdienste um das Bundesland Niederösterreich und anschließend im November 2017 das Goldene Ehrenzeichen für Verdienste um das Bundesland Oberösterreich.

## Berufliche Laufbahn
Klauser schlug bereits früh den Weg in Richtung Landwirtschaftstechnik ein. Im Anschluss an seine Ausbildung übernahm er in Griechenland die Organisation des Imports von gebrauchten landwirtschaftlichen Maschinen nach Österreich und Deutschland.
Für die Firma Vakuumat war er zunächst in Nigeria und später in Österreich als Export Manager für Skandinavien, Italien und Frankreich im Einsatz.
1990 begann er seine Karriere bei Steyr Landmaschinentechnik und leitete zunächst die Exportabteilung für Steyr-Traktoren in Italien und Osteuropa. Nach der Übernahme durch die Case Corporation im Jahr 1996 nahm er als Business Director Eastern Europe die erfolgreiche Neuorganisation des Vertriebs in Osteuropa vor.
Ab dem Jahr 2000, nach der Fusion von New Holland und Case zu CNH, zeichnete er als Business Director Central Europe für die Marken Case IH, Steyr und New Holland und als Sales Marketing Director Poland für weitere wirtschaftliche Erfolge verantwortlich.
Im Jahr 2006 verlegte Klauser die Europa-Zentrale der Marken Case IH und Steyr nach St. Valentin. Der Ausbau der Marktposition und die Stärkung des Händlernetzes in Europa werden seither von Österreich aus vorangetrieben.
Mit November 2006 übernahm Klauser als Vice President und General Manager Europe die Leitung der Marken-Aktivitäten rund um Case IH und Steyr.
Zeitweise trug Andreas Klauser die Verantwortung für bis zu 25 Milliarden Euro Umsatz und rund 60.000 Mitarbeiter des Fiat Konzerns.
Klauser wurde im November 2009 als Brand President mit der Gesamtverantwortung für die Marken Case IH und Steyr weltweit betraut. Gleichzeitig wurde er Mitglied des Vorstands von CNH Industrial, dem Group Executive Council (GEC) und gehörte über mehrere Jahre zum engsten Umfeld Sergio Marchionnes. Mit Anfang 2013 wurde Andreas Klauser als Vorsitzender in den Aufsichtsrat von Iveco Magirus berufen.
In seiner Funktion als Chief Operating Officer für die Region EMEA von CNH Industrial (2013 bis 2015) verantwortete Klauser zudem Ende 2012 das Weiterbestehen der Marke Magirus Lohr und somit auch die Fortführung des Produktionsstandorts im steirischen Kainbach bei Graz.
2018 wurde Andreas Klauser zum neuen Vorstandsvorsitzenden der multinationalen Unternehmensgruppe Palfinger AG berufen, die auf dem Sektor hydraulischer Hebe-, Lade- und Handlingsysteme tätig ist.

## Auszeichnungen
- Ehrensenator der Universität für Bodenkultur Wien
- Goldene Ehrenzeichen für Verdienste um das Bundesland Oberösterreich
- Silberne Komturkreuz des Ehrenzeichens für Verdienste um das Bundesland Niederösterreich
- 2022/23: Mann des Jahres der Zeitschrift Trend[7]
- Manager des Jahres
- 2023: Goldenes Ehrenzeichen des Landes Steiermark[8]